# Дмитрий Кириченко
Дмитрий Кириченко е бивш руски футболист, нападател. На трето място по отбелязани голове в Руската Премиер Лига за всички времена със 128 гола. Пред него са само Олег Веретенников (143) и Александър Кержаков (129). Кириченко заема пета позиция по най-много изиграни мачове в първенството за всички времена.

## Кариера
Първият клуб в кариерата Дмитрий е „Локомотив“ от Минерални води, където играе като опорен халф. За кавказкия отбор от трета лига, той изиграва 24 мача, но не успява да се разпише. Година по-късно играе за „Искра“ от родния му Новоалександровск, където изкарва военната си служба. След това той прави впечатляващи сезони в „Торпедо“ Тарангог. В първия сезон той вкарва 7 гола, а година по-късно – 32. Към него има голям интерес от отбори от Висшата и Първа дивизия. Дмитрий решава да играе в елита и заминава на проби в Динамо Москва, но до трансфер не се стига. В крайна сметка Сергей Андреев го привлича в Ростселмаш през 1998 г. Първоначално Кириченко трудно се адаптира, но в 8-ия кръг открива головата си сметка срещу ФК Тюмен, а няколко кръга по-късно вкарва 2 гола на Динамо Москва. В края на първия полусезон получава травма на ръката и пропуска част от мачовете. Следващият сезон също не е особено силен за Дмитрий, като той вкарва 6 гола – с 1 гол повече от предния сезон. 2000 също не започва убедително за нападателя, но той отбелязва 2 гола на Черноморец и хеттрик на Криля Советов (Самара) насред Металург. Сезонът на Дмитрий потръгва и той вкарва 14 гола и става втори голмайстор на шампионата. В началото на 2001 г. е на крачка от трансфер в Локомотив, но не успява да договори личните си условия с ръководството. През 2001 г. отбелязва 13 гола и отново доказва, че е един от лидерите на ростовския отбор.
На 19 декември 2001 г. Дмитрий е трансфериран в ЦСКА Москва. В дебюта си влиза като резерва на полувремето и вкарва хеттрик на Торпедо-ЗИЛ. През сезон 2002 вкарва 15 гола и става голмайстор на РФПЛ (заедно със съотборника си Ролан Гусев). Поради конкуренцията на Денис Попов и хърватина Ивица Олич, Кириченко често остава на резервната скамейка, но решава доста мачове, влизайки като резерва.
През февруари 2003 г. дебютира за националния отбор на Русия в мач срещу Кипър. Същата година той става и шампион на Русия в състава на ЦСКА. Сезонът в личен план е слаб за Дмитрий, който остава на резервната скамейка в голяма част от двубоите и вкарва едва 5 попадения в първенството на Русия. В края на сезона Торпедо Москва се опитва да привлече нападателя, но след като Артур Жорже поема ЦСКА Москва, Кириченко решава да остане в клуба.
Сезон 2004 г. Кириченко отново започва като титуляр и в първите 9 срещи се разписва 7 пъти. Това не остава незабелязано от треньора на Русия Георгий Ярцев, който повиква играча за срещите от Евро 2004 в Португалия. През април 2004 г. Дмитрий вкарва първия си гол за „Сборная“. Това става в среща срещу Норвегия. На шампионата на Европа Кириченко играе само в мача срещу бъдещия шампион Гърция. Тогава той отбелязва гол в 62-рата секунда, като това е най-бързото попадение на европейски първенства. Русия печели срещата с 2:1, но след две загуби от Испания и Португалия, отпада от групата.
След европейското първенство, с идването на Вагнер Лав, Дмитрий играе все по-рядко в ЦСКА Москва. В мачовете от Шампионската лига записва едва 180 минути и не вкарва нито едно попадение. През втория полусезон Кириченко вкарва само два гола в шампионата, но все пак с 9 гола завършва сезона като голмайстор на клуба. Толкова попадения имат и Ивица Олич и Вагнер Лав.
В края на 2004 година Кириченко разтрогва договора си с ЦСКА и преминава във ФК Москва. Там играе в тандем с бившия си съотборник от Ростселмаш Роман Адамов. През 2005 година, Кириченко отново става голмайстор на РФПЛ с 14 гола, този път едноличен. През следващия сезон вкарва 12 попадения, помагайки на отбора да се класира за Интертото.
В началото на 2007 година той е закупен от Сатурн Раменское. На 25 август 2007, в мач срещу ФК Локомотив Москва, Кириченко вкарва своят гол номер 100 в РФПЛ. На 12 септември 2009 изиграва своят мач номер 300 в Руската премиер лига. През 2008 става голмайстор в Интертото. В началото на сезон 2010 има 3 попадения в шампионата. Третият му гол е срещу бившият му тим-ЦСКА. Това се случва на 10 юли 2010. На 14 август 2010 година Дмитрий изпуска дузпа срещу Спартак Налчик и така серията му от 22 поредни вкарани дузпи приключва. В крайна сметка Кириченко набира форма и става голмайстор на Сатурн с 8 гола. В началото на 2011 г. остава свободен агент, тъй като отбора „Сатурн“ се разпада.
На 28 януари 2011 подписва за 2,5 години с ФК Ростов. За сезон 2011/12 играе с номер 10. Киричнеко обаче е твърда резерва, след като в схемата с един нападател предпочитаният е Роман Адамов. През втория полусезон в отбора идват Разван Кочиш и Ектор Бракамонте, с което шансовете за изява на Дмитрий стават все по-малко. Той престава да попада даже и в групата на отбора и записва 3 мача за дублиращия отбор в началото на 2012. На 11 април записва 3 минути срещу Рубин Казан в 1/2 финала на купата на Русия. Няколко дни по-късно Кириченко отбелязва гол на ФК Краснодар, с което помага на Ростов да се спаси от загуба. В плейофния мач с Шинник започва като титуляр и вкарва първият гол за победата на своите с 3:0. През сезон 2012/13 е резерва, но успява да отбележи 5 попадения и да стане втори голмайстор на отбора.
През август 2013 преминава в Мордовия като свободен агент. Там вкарва едва 1 попадение в 11 мача и в края на годината е освободен. През март 2014 г. обявява края на кариерата си.

## Като треньор
През август 2016 г. става временен треньор на ФК Ростов, след като Курбан Бердиев напуска. Води ростовчани в плейофите от Шампионска лига срещу Аякс и класира тима за груповата фаза на турнира. След назначаването на Иван Данилянц за треньор, Кириченко остава негов помощник.

## Успехи

### Отборни
- Шампион на Русия – 2003
- Носител на Купата на УЕФА – 2005

### Лични
- Голмайстор на руската Премиер лига – 2002, 2005.
- Рекордьор по най-много вкарани дузпи подред в РФПЛ – 22. Серията започва през 2000 година и е прекъсната на 14 август 2010 г.
- Голмайстор на Интертото – 2008.
- Автор на най-бързия гол на европейски първенства – 2004 срещу Гърция